# أبي (مسلسل)
أبي (بالتركية: Baba)‏ هو مسلسل تلفزيوني دراما تركي، من بطولة خلوق بيلغينار،تولغا ساريتاش وأوزجي ياغيز. بدا عرضه في 15 فبراير 2022 على قناة شو تي في.

## القصة
تدور احداثها حول علاقة انسانية ابدية وهي علاقة الاب وابنائه من خلال حكاية عائلة بسيطة كانت تعيش في مدينة الاناضول الهادئة ولكن في أحد الايام يتعرض قرائبهم الي حادث ماساوى و هو تعرضهم الي تحطم طائرة كانوا يركبون فيها لانتقالهم الي مكان ما وبعد هذا الحادث ترث العائلة البسيطة الاموال والبيت وتبدأ احداث القصة

## طاقم
- خلوق بيلغينر
- تولغا ساريتاش
- بوسي ميرال
- بيلير بوزام
- اوزجي ياغيز
- هاكان كورتاش
- ايدا اكسل
- دنيز حمزة اوغلو
- تانر روملي
- اوكتاي تشوبوك
- داملا سو ايكيز اوغلو
- بيهتار اوزدمير
- نيهان أوكوتوكو
- زينب توجي
- اوزجي اوزاجار
- جيم اوسلو

## تقويم البث
| الموسم | الموسم | الحلقات | الحلقات | البث الأصلي    | البث الأصلي    | البث الأصلي |
| الموسم | الموسم | الحلقات | الحلقات | البث الأول     | البث الأخير    | الشبكة      |
| ------ | ------ | ------- | ------- | -------------- | -------------- | ----------- |
|        | 1      | 15      | 15      | 15 فبراير 2022 | 31 مايو 2022   | شو تي في    |
|        | 2      | 15      | 15      | 20 سبتمبر 2022 | 27 ديسمبر 2022 | شو تي في    |